# Sclerocarya birrea
La marula (Sclerocarya birrea (A.Rich.) Hochst.) è un albero di medie dimensioni, appartenente alla famiglia delle Anacardiacee diffuso nell'Africa subsahariana.

## Etimologia
Il nome del genere deriva dalle parole greche skleros ("duro") e karyon ("noce"), con riferimento alla durezza del nocciolo dei frutti; l'epiteto specifico birrea deriva invece da birr, nome indigeno della pianta in alcune regioni.

## Descrizione

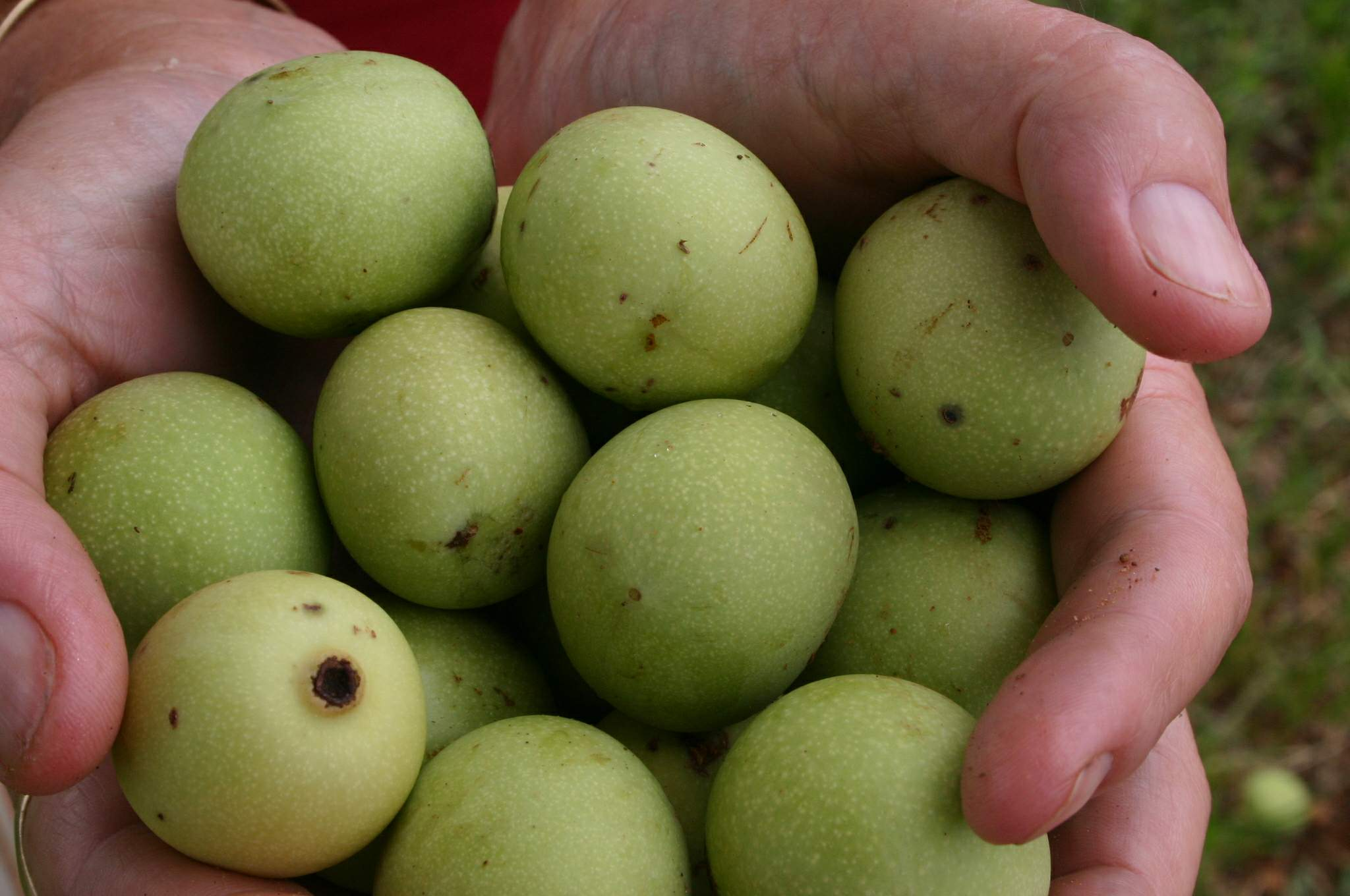
Frutti di marula

In condizioni particolarmente favorevoli (basse altitudini, praterie aperte) può raggiungere circa 20 m di altezza.
I frutti sono simili a prugne, di colore verde quando acerbi e giallo quando maturi. All'interno si trova un nocciolo molto duro, che contiene due o tre semi.

## Distribuzione e habitat
La marula è diffusa in gran parte dell'Africa subsahariana, e in particolare in Namibia, Botswana, Zambia, Zimbabwe e Mozambico. Si ritiene che in parte sia stata diffusa dai bantu durante le loro migrazioni.

## Usi
I prodotti della marula sono un elemento tradizionale della dieta di molti popoli del gruppo bantu. I semi sono ricchi di proteine e grassi vegetali; possono inoltre essere usati per produrre un olio protettivo per la pelle, ricco di antiossidanti. I frutti si possono mangiare freschi o spremere per ottenere un succo dissetante; possono inoltre essere usati per realizzare gelatina, un tipo di birra e un liquore chiamato Amarula (o Amarula cream). In Namibia, con un procedimento diverso, si ottiene il liquore chiamato Ombikè, e in Mozambico la bevanda simile a un vino molto corposo chiamata Ucanhe. Un'infusione fatta con i frutti di marula viene anche usata come insetticida, e serve ad alleviare il dolore delle punture di scorpione e dei morsi di serpente. La corteccia ha proprietà medicinali e viene usata nella profilassi della malaria; masticata, facilita la digestione. Può inoltre essere pestata per produrre un colorante utilizzato per dipingere oggetti artigianali. Oltre agli esseri umani, anche diversi animali si cibano dei frutti della marula.